# Zuggruppe
Als Zuggruppe wird im Bahnverkehr eine Zusammenfassung von Zügen mit gleichem Laufweg und gleichem Takt bezeichnet. Eine Linie kann aus einer oder mehreren Zuggruppen gebildet werden. Dabei können Zuggruppen die Gesamtlinie oder auch nur Teile einer Linie bedienen. Das Verzeichnis der Zuggruppen beinhaltet die Anzahl der Umläufe und den Zugabstand (Takt) sowie die Einsatzzeit.
Das Anwenden von Zuggruppen wurde Anfang des 20. Jahrhunderts bei der Berliner Stadt-, Ring- und Vorortbahn (später S-Bahn Berlin) praktiziert. Als Beispiel gab es in den 1910er Jahren auf der Stadtbahn vier Zuggruppen:
- Potsdam–Erkner
- Grunewald–Mahlsdorf
- Nordring (befuhr Stadtbahn und Nordring)
- Südring (befuhr Stadtbahn und Südring).

Die Zuggruppen wurden später vom Dampfbetrieb auf den elektrischen Betrieb der Berliner S-Bahn übertragen. Im Zweiten Weltkrieg wurden die Zuggruppen, die entweder durch Ziffern oder Buchstaben bezeichnet wurden, an den Frontfenstern angezeigt. Trotz ihres linienähnlichen Charakters haben Zuggruppen nur eine betriebsinterne Bedeutung. Erst mit dem Sommerfahrplan 1990 veröffentlichte der Betreiber der Berliner S-Bahn, die Deutsche Reichsbahn, die Zuggruppenbezeichnungen im Kursbuch. Mit dem Sommerfahrplan 1991 wurden neue Linienbezeichnungen eingeführt, die Zuggruppen werden seitdem wieder nur intern verwendet.

## Beispiel: S-Bahn-Zuggruppen in West-Berlin 1979
| Zuggruppe | Funkname | Strecke                                      | Bahnhöfe | Befahrene Strecken                                       | Anmerkungen                                                     |
| --------- | -------- | -------------------------------------------- | -------- | -------------------------------------------------------- | --------------------------------------------------------------- |
| 1         | Adler    | Frohnau ↔ Wannsee                            | 23       | Nordbahn, Nord-Süd-Tunnel, Wannseebahn                   | ohne Halt in Ost-Berlin außer Friedrichstraße und Wollankstraße |
| 1a        | Adler    | Anhalter Bahnhof ↔ Wannsee                   | 14       | Nord-Süd-Tunnel, Wannseebahn                             | nur im Berufsverkehr                                            |
| 2         | Bussard  | Schönholz → Lichterfelde Süd → Heiligensee   | 12       | Nordbahn, Nord-Süd-Tunnel, Anhalter Bahn, Kremmener Bahn | wie Zuggruppe 1, mit ZGr. 3 gekoppelt                           |
| 3         | Cobra    | Heiligensee → Lichtenrade → Schönholz        | 18       | Kremmener Bahn, Nord-Süd-Tunnel, Dresdener Bahn          | wie Zuggruppe 1, mit ZGr. 2 gekoppelt                           |
| 5         | –        | Zehlendorf ↔ Düppel                          | 3        | Stammbahn                                                | Zweimannbetrieb                                                 |
| A         | Anton    | Gesundbrunnen ↔ Sonnenallee/Köllnische Heide | 19/19    | Ringbahn, Verbindungsbahn Baumschulenweg–Neukölln        | alle 10 Minuten                                                 |
| B         | Berta    | Beusselstraße ↔ Gartenfeld                   | 4        | Ringbahn, Siemensbahn                                    | zeitweise alle 10 Minuten                                       |
| C         | Cäsar    | Zoologischer Garten ↔ Sonnenallee            | 14       | Stadtbahn, Ringbahn                                      | nur im Berufsverkehr                                            |
| E         | Emil     | Spandau West ↔ Friedrichstraße               | 14       | Spandauer Vorortbahn, Stadtbahn                          | nur im Berufsverkehr                                            |
| H         | Heinrich | Staaken ↔ Friedrichstraße                    | 15       | Spandauer Vorortbahn, Stadtbahn                          |                                                                 |
| L         | Ludwig   | Wannsee ↔ Friedrichstraße                    | 11       | Wetzlarer Bahn, Stadtbahn                                |                                                                 |
| N         | Nordpol  | Beusselstraße ↔ Spandau West                 | 5        | Hamburger Bahn                                           | alle 30 Minuten                                                 |